# Seznam majitelů jilemnického panství
Jilemnické panství je název pro území zahrnující město Jilemnice a přilehlé vesnice. V minulosti bylo toto území děleno a přeprodáváno. Formálně zaniklo po roce 1948, kdy byl rodu Harrachů zkonfiskován majetek v českých zemích. 

## Štěpanické panství

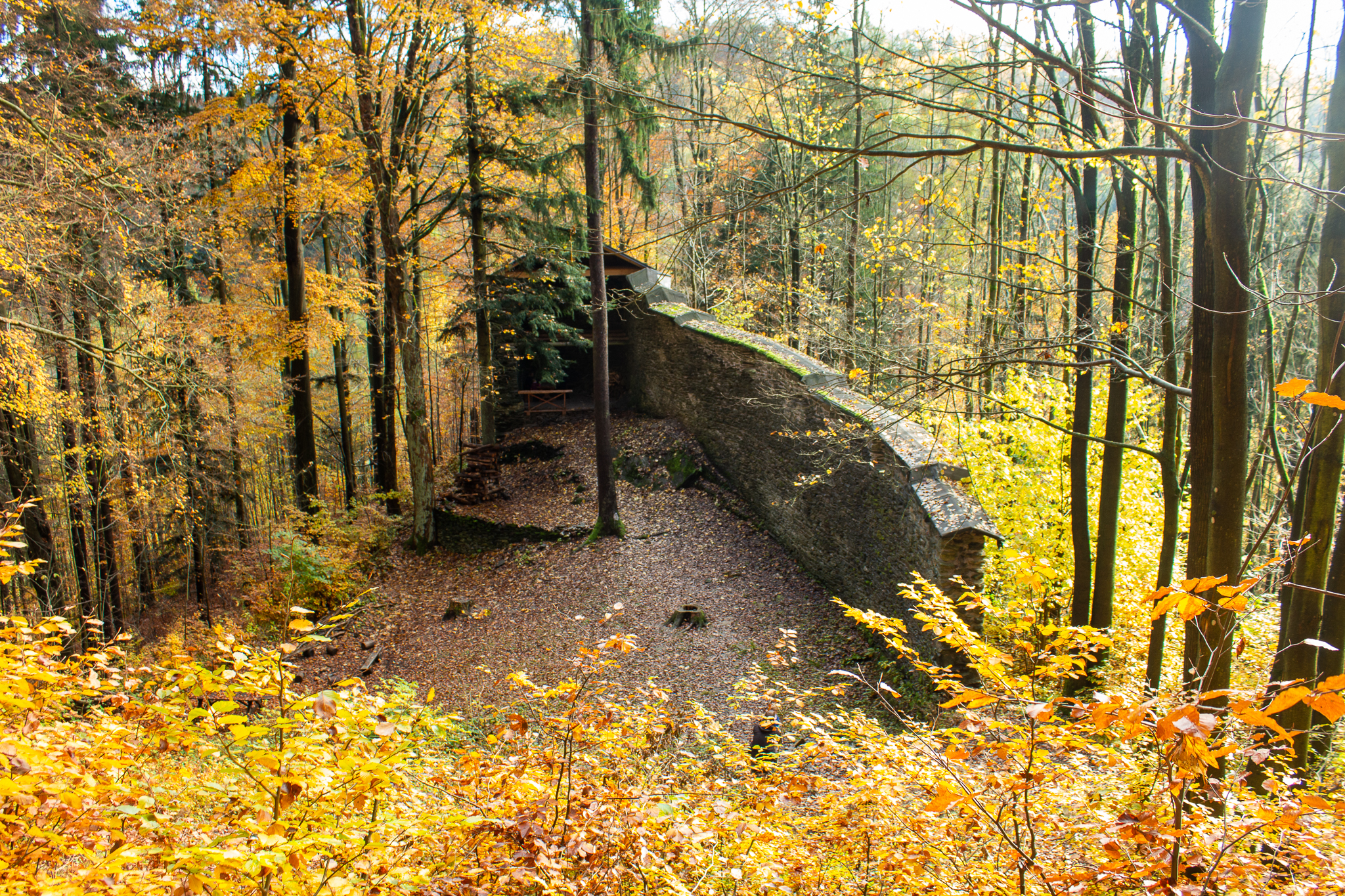
Pozůstatky Štěpanického hradu – bývalého sídla Valdštejnů

Zdeněk z Valdštejna, který sídlil na hradě Valdštejn, přidělil Jilemnicko svému synu Janu, který někdy okolo roku 1300 vystavěl hrad Štěpanice. 
1. Zdeněk z Valdštejna
2. Jindřich Jan z Valdštejna (přelom 13. a 14. století)
3. neznámý syn Jana Jindřicha z Valdštejna
4. Heník z Valdštejna
5. Zdeněk Štěpanický z Valdštejna (cca 1360–1398) [pozn. 1]
6. Heník z Valdštejna a ze Štěpanic (1406–1425)
7. Jan z Valdštejna (1425–1445)
8. Jindřich z Valdštejna († 1409)
9. Hynek z Valdštejna (syn Jana) + Heník z Valdštejna (syn Jindřicha)

## Jilemnické panství
Štěpanické panství bylo rozděleno v roce 1492 mezi Heníka z Valdštejna a jeho strýce Hynka z Valdštejna. Do této části se počítalo: „Jablonec nad Jizerou, Vojtěšice, Roprachtice, Sytová, Jestřabí, Hrabačov, horní polovina Jilemnice s tvrzí, Jilem, Martinice, Roztoky, Purklín, Kruh, Mříčná, Kundratice, Čistá, Přední Ždírnice a Kunčice“.

### Valdštejnové
1. Hynek z Valdštejna (1492–1522)

### Pánové z Újezdce a Kúnic
1. Arnošt z Újezdce a Kúnic (1522–1577)
2. Záviš Jilemnický z Újezdce (1577)

### Křinečtí z Ronova
Po smrti Záviše Jilemnického z Újezdce roku 1577 přešlo jilemnické panství díky dědictví do držení jeho manželky Anny Křinecké z Ronova.
1. Anna Křinecká z Ronova († 1583) – manželka
2. Dobromysl Křinecký z Ronova († 1585)
3. Albrecht Bohumír Křinecký z Ronova (*1572 – † 1612)
4. Kateřina Křinecká z Ronova (1612–1624)

### Valdštejnové
Kateřina Křinecká byla roku 1624 donucena prodat své panství Albrechtu z Valdštejna za 70 000 kop zlatých. Vzhledem k tomu, že Albrecht nikdy částku neuhradil, přešlo po roce 1634 panství opět do vlastnictví Křineckých z Ronova
1. Albrecht z Valdštejna (1624–1634)

### Křinečtí z Ronova
1. Kateřina Křinecká z Ronova (1634–1637)

### Harantové z Polžic a Bezdružic
V roce 1637 je za 34 000 kop míšeňských prodáno jilemnické panství Janu Vilémovi z Polžic a Bezdružic, manželi Barbory Křinecké z Ronova (dcery Kateřiny Křinecké).
1. Jan Vilém Harant z Polžic a Bezdružic (*1610– † 1644)
2. Kryštof Gotfried Harant z Polžic († 1670) [pozn. 2]
3. Adolf Vilém z Polžic († srpen 1675)
4. František Pavel Harant z Polžic (*1669– † 1728)[7]

## Štěpanické (pozd. Branské panství)
Štěpanické panství bylo rozděleno v roce 1492 mezi Heníka z Valdštejna a jeho strýce Hynka z Valdštejna. Do této části se počítala: „dolní polovina Jilemnice se starým kostelem svatého Vavřince, Jilem, Poniklá, Víchová, Křížlice, Štěpanice, hrad štěpanický, Lhota Štěpanická, Mrklov, Valteřice, Branná, Javorek, Lhotka, Rabné, Borovnice, Zadní Ždírnice a Slemeno“

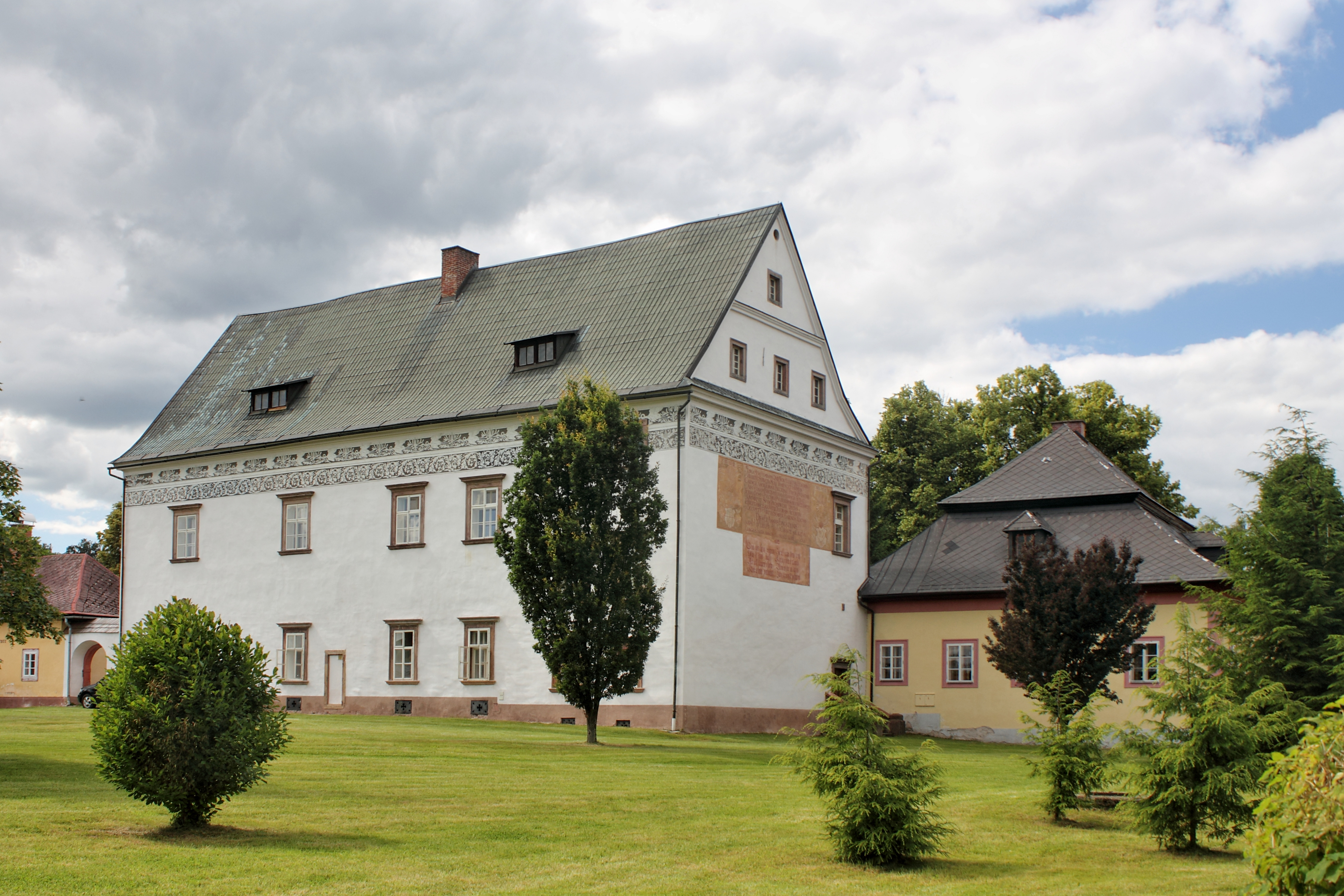
Sídlo Valdštejnů v Horní Branné

### Valdštejnové
1. Heník z Valdštejna († 1504/1510)
2. Jan z Valdštejna a ze Štěpanic – pán na Staré a Hořicích, roku 1503 přijal přídomek „ze Štěpanic“
3. Vilém z Valdštejna a ze Štěpanic († 1557)
4. Jan z Valdštejna – zdědil panství, avšak jej postoupil 1. září 1557 svému bratru Zdeňkovi
5. Zdeněk z Valdštejna (1. září 1557 – † 31. března 1574) – přestěhoval se do Branné a založil zde místní zámek
6. Vilém z Valdštejna (*1574 – † 1594)
7. Adam, Vok a Heník z Valdštejna (1594–1599)
8. Adam z Valdštejna (9. srpen 1599 – 15. dubna 1606)

### Zárubové z Hustiřan
Dne 15. dubna 1606 prodal Adam mladší z Valdšejna branské panství Václavu Zárubovi mladšímu z Hustiřan za 50 000 a jednu kopu míšeňských.
1. Václav Záruba mladší z Hustiřan (15. dubna 1606 – 23. března 1623)

### Valdštejnové
Po poražení stavovského povstání propadl Václavu Zárubovi veškerý majetek. 18. ledna 1628 Česká komora uzavřela smlouvu s Albrechtem z Valdštejna o koupi branského panství.
1. Albrecht z Valdštejna (1628–1632)

### Harrachové
4. listopadu 1632 daroval Albrecht z Valdštejna panství svému švagru Ottovi Bedřichu hraběti z Harrachu.
1. Otto Bedřich z Harrachu (1632–1639)
2. kardinál Arnošt Vojtěch z Harrachu (1639–1660) – spravuje panství do dospělosti Ottova syna Ferdinanda Bonaventury

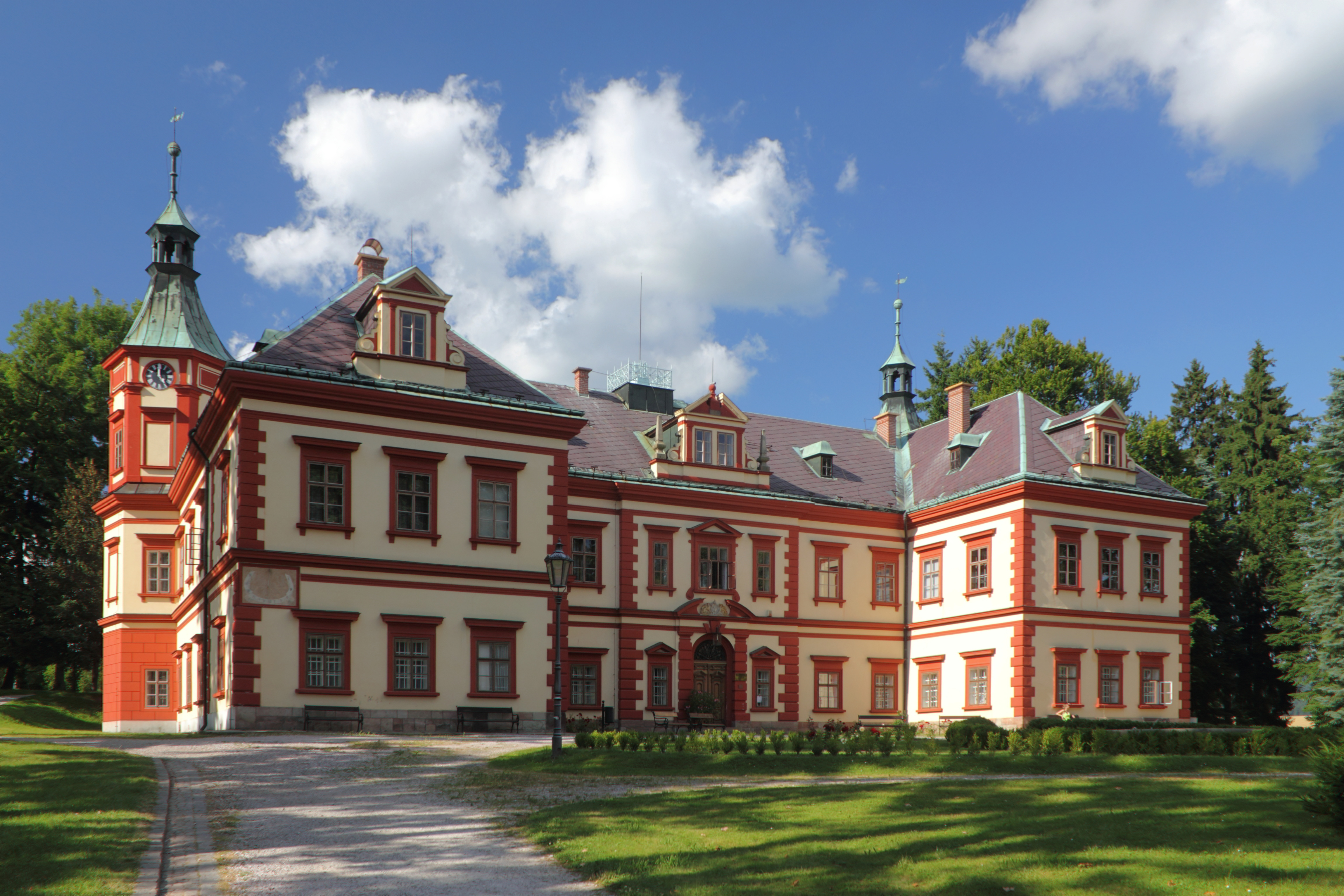
Sídlo Harrachů – Jilemnický zámek

3. Ferdinand Bonaventura z Harrachu (1660–1706)

## Spojené jilemnické panství
V roce 1701 skoupil Ferdinand Bonaventura z Harrachu od Harrantů jilemnické panství, čímž obě území sjednotil.

### Harrachové
1. Ferdinand Bonaventura z Harrachu (1636–1706)
2. Alois Tomáš Raimund z Harrachu (1669–1742)
3. Bedřich August Gervasius Protasius (1696–1749)
4. Arnošt Quido z Harrachu (1723–1783)
5. Jan Nepomuk Arnošt z Harrachu (1756–1829)
6. František Arnošt z Harrachu (13. prosince 1799 – 1884)
7. Jan Nepomuk František z Harrachu (2. listopadu 1828 – 12. prosince 1909)
8. Otto Johann Nepomuk z Harrachu (10. února 1863 – 10. září 1935)
9. Jan Nepomuk Antonín z Harrachu (25. září 1904 – 12. květen 1945)